# II. Viktor Emánuel olasz király
Savoyai Viktor Emánuel (olaszul: Vittorio Emanuele di Savoia), teljes nevén: Viktor Emánuel Mária Albert Eugén Ferdinánd Tamás (olaszul: Vittorio Emanuele Maria Alberto Eugenio Ferdinando Tommaso; Torino, 1820. március 14. – Róma, 1878. január 9.), a Savoyai-házból származó szardíniai herceg, 1849-től Piemont és (1860-ig) Savoya uralkodó hercege, az utolsó szárd–piemonti király (1861-ig), és az egyesített Olasz Királyság első uralkodója II. Viktor Emánuel néven 1861-től haláláig.

## Élete

### Származása, testvérei
A Savoyai-ház carignanói ágából származó Viktor Emánuel szárd királyi herceg Torinóban, a Szárd–Piemonti Királyság fővárosában született 1820-ban.
Édesapja Károly Albert savoyai herceg (1798–1849), Károly Emánuelnek (1770–1800), Carignano 6. hercegének és a Wettin-házból való Mária Krisztina Albertina szász–kurlandi hercegnőnek (1779–1851) fia, aki 1831-től szárd–piemonti királyként uralkodott. A Savoyai-ház carignanói ágából származott Savoyai Jenő herceg, császári tábornagy (1663–1736), a német-római császári szolgálatba állt törökverő hadvezér is.
Édesanyja Mária Terézia Franciska főhercegnő (1801–1855) volt, szárd–piemonti királyné, Károly Albert másodfokú unokanővére, a Habsburg–Lotaringiai-házból való III. Ferdinánd toszkánai nagyherceg (1769–1824) és a Bourbon-házból származó Lujza Mária Amália Terézia nápoly-szicíliai királyi hercegnő (1733–1802) legkisebb leánya.
A királyi pár három gyermekéből ketten érték meg a felnőttkort.
- Viktor Emánuel herceg (1820–1878), 1861-től II. Viktor Emánuel néven olasz király.
- Ferdinánd Mária Albert Amadé savoya-carignanói herceg (1822–1855), Genova első hercege, aki Erzsébet szász királyi hercegnőt vette feleségül, az ő leányuk lett a későbbi Margit olasz királyné (Margherita Maria Teresa Giovanna di Savoia, 1851–1926), akinek nevét a „Margherita pizza” máig őrzi.
- Mária Krisztina hercegnő (1826–1827), kisgyermekkorban meghalt.

Ifjú éveinek egy részét Firenzében töltötte édesapjával, Károly Albert herceggel, akit Károly Félix király száműzött Toszkánába, az 1821-es népfelkelés során régensként tett túlságosan liberális intézkedései miatt. Az ifjú Viktor Emánuel herceg már korán érdeklődést mutatott a politikai és katonai tudományok iránt, és jó képességű sportembernek tartották.

### Első házassága
Első házasságát 1842. április 12-én kötötte unokanővérével, Habsburg–Lotaringiai Adelheid Franciska Mária főhercegnővel (1822–1855) lett, Rainer József főhercegnek, a Lombard–Velencei Királyság alkirályának és Savoyai Mária Erzsébet Franciska carignanói hercegnőnek (Maria Elisabetta Francesca di Savoia-Carignano, 1800–1856), Károly Albert király húgának leányával. Az esküvőt a Torinó melletti Stupinigiban tartották. Viktor Emánuel első házasságából 7 gyermek született, közülük csak négyen érték meg a felnőttkort:
- Mária Klotild hercegnő (1843–1911), aki 1859-ben Napoléon Joseph Charles Paul Bonaparte herceghez („le prince Napoléon”-hoz) ment feleségül. Unokájuk, Louis lett a Bonaparte trónigénylő.
- Umberto herceg (1844–1900) trónörökös, később I. Umbertó néven olasz király.
- Amadé (Amadeo) Ferdinánd Mária herceg (1845–1890), később I. Amadé néven spanyol király.
- Oddone Eugenio herceg (1846–1866), Monferrato hercege, testi fogyatékkal született, fiatalon meghalt.
- Mária Pia hercegnő (1847–1911), aki 1862-ben I. Lajos portugál királyhoz ment feleségül.
- Carlo Alberto (1851-1854), Chablais hercege, kisgyermekként meghalt.
- Vittorio Emanuele (*/†1852), Savoya hercege, születésekor meghalt.
- Vittorio Emanuele (*/†1855), Genova grófja, kisgyermekként meghalt.

1855 januárjában, néhány nappal ötödik fiának születése után a 32 éves Mária Adelheid királyné meghalt gyermekágyban.

### Trónra lépése

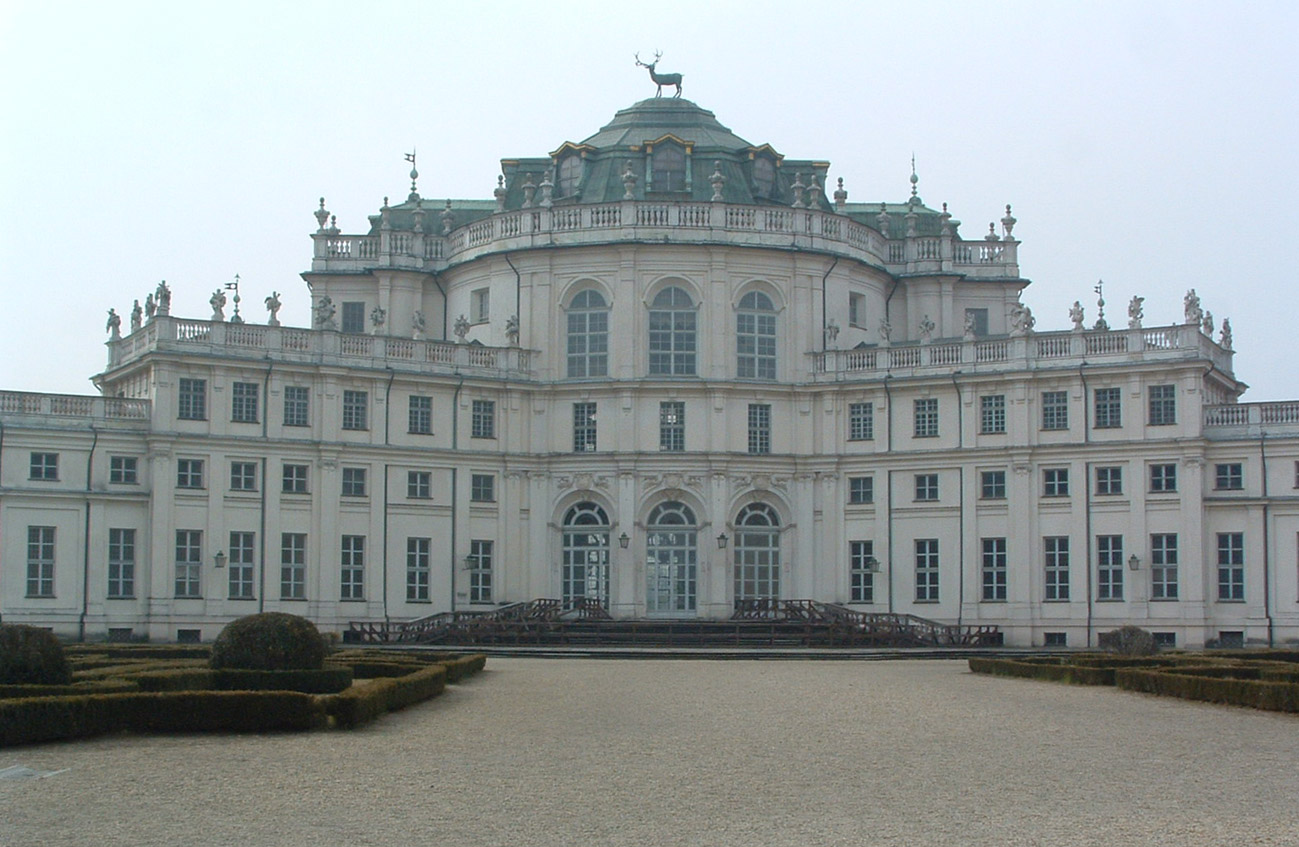
A stupinigi királyi vadászkastély

1831-ben a gyermektelenül elhunyt Károly Félix után a Savoyai-ház carignanói oldalágából való Károly Albert örökölte a Szárd–Piemonti Királyság trónját. Fia, Viktor Emánuel trónörökössé lépett elő. 1848–49-ben az első itáliai függetlenségi háborúban, amikor Károly Albert király az 1848-as forradalmi hullámot felhasználva sikertelenül próbált egész Itália uralkodójává válni, Viktor Emánuel az apja mellett harcolt a pastrengói, goitói és a custozzai csatákban, a harcok során bátorságával és parancsnoki tehetségével elismerést vívott ki.
A novarai csatában 1849. március 23-án Radetzky tábornagytól elszenvedett súlyos katonai vereség nyomán Károly Albert lemondott, Portugáliába távozott. A fegyverszünetről másnap, 1849. március 24-én már kijelölt utódja, Viktor Emánuel herceg tárgyalt Radetzkyvel Vignaléban. A fiatal király országa számára kedvező egyezményt tudott megkötni, azt azonban a piemonti parlament alsóháza nem ratifikálta. Viktor Emánuel ekkor leváltotta Claudio Gabriele de Launay miniszterelnököt, helyére Massimo d’Azegliót nevezte ki. Új választásokat tartottak, az új nemzetgyűlés küldöttei elfogadták az Ausztriával kötött békeszerződést.
Néhány nappal a fegyverszünet után, április 5-én Genovában felkelés tört ki, amelynek vezetői el akartak szakadni a Szárd–Piemonti Királyságtól, és helyre akarták állítani az ősi Genovai Köztársaságot. A szárd királyi csapatok és az őket támogató brit hadihajók 1849. április 11-én tüzérséggel lövették a várost, majd bevonultak Genovába, és kíméletlen erőszakkal elfojtották a felkelést. Az ezt követő szabad rablás „Sacco di Genova” néven vonult be az olasz történelembe. Az „úri stílusú király” („Ré galantuomo”) a lázadókat „romlott és szennyes csőcselék bandájának” („vile e infetta razza di canaglie”) minősítette, vezetőiket kivégeztette.

### A krími háború
Az 1849-es vereségek nyomán a Szárd–Piemonti Királyság ismét Ausztria érdekterülete lett. Viktor Emánuel felismerte, hogy országa túl gyenge ahhoz, hogy egyedül szálljon szembe a Habsburg Birodalommal, és országa területét kelet (azaz Itália) felé gyarapíthassa. A Savoyai-ház hatalmának növeléséhez az olasz egységmozgalom, a „risorgimento” kínálta a kézenfekvő lehetőséget. Viktor Emánuel 1852-ben Camillo Bensót, Cavour grófját nevezte ki a Szárd–Piemonti Királyság miniszterelnökének. A macchiavellista elveket valló Cavour a politika igazi mestere volt, makacs és gátlástalan. Teljes mértékben azonosult az idealista király terveivel, és – gyakori nézeteltéréseik ellenére – mindvégig lojálisan szolgálta uralkodóját. Cavournak döntő szerepe lett abban, hogy Itáliát a szárd–piemonti király vezetése és koronája alatt valósítsák meg.
1853-ban Viktor Emánuel király – Cavour tanácsára – csatlakozott Angliához és Franciaországhoz, és csapatokat küldött az Orosz Birodalom ellen indított krími háborúba. Ennek révén a Szárd–Piemonti Királyság elnyerte mindkét nagyhatalom rokonszenvét és támogatását. 1856 végén, a krími háborút lezáró párizsi béketárgyalások során Cavour gróf, titkos politikai találkozót beszélt meg III. Napóleon francia császárral.

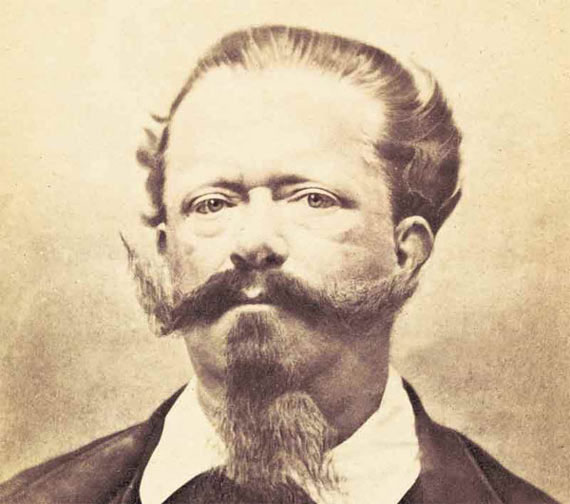
II. Viktor Emánuel király
(A. Duroni fotográfiája, 1859.)

### Szövetség Franciaországgal
A találkozóra 1858. július 21-én került sor a lotaringiai Plombières-les-Bains fürdőhelyen, a Fejedelmek Pavilonában („Pavillon des Princes”). Cavour megállapodott III. Napóleonnal, hogy a Francia Császárság támogatni fogja a Szárd–Piemonti Királyságot az Osztrák Császárság ellen indítandó harcában. A császár elismerte Piemont igényét az észak-itáliai osztrák birtokokra, így a Lombard–Velencei Királyságra is, ennek fejében Piemont átengedte Franciaországnak Savoyát és Nizzát. A Savoyai-ház ezzel végleg lemondott nemzetségének ősi  szülőhelyéről, és már csak cserealapként kezelte a hagyományait erősen őrző Savoya tartományt. III. Napóleon követelésére Viktor Emánuel abba is beleegyezett, hogy Itália államait nem saját koronája alatt, hanem csak laza konföderációban egyesíti, és elismerte a Pápai állam sérthetetlenségét.
II. Viktor Emánuel zászlajára tűzte Itália egyesítésének álmát. Hamarosan ő lett a „risorgimento” szimbóluma Itália-szerte. Különösen nagy népszerűséget élvezett Szardíniában és Piemontban, ahol liberális szellemű reformjai és alkotmány-tisztelete miatt kedvelték. A itáliai fejedelemségekben és az osztrák tartományokban, ahol tilos volt az olasz egység éltetése, az olaszok a közismert és népszerű zeneszerző, Giuseppe Verdi nevéből faragtak betűszót, hogy „Viva V.E.R.D.I.”  (azaz Viva Vittorio Emmanuele Ré d’Italia) kiáltással a hatóságokat kijátszva jelezhessék, hogy Viktor Emánuel szárd–piemonti királyt egész Itália királyának tekintik.

### A szárd–francia–osztrák háború

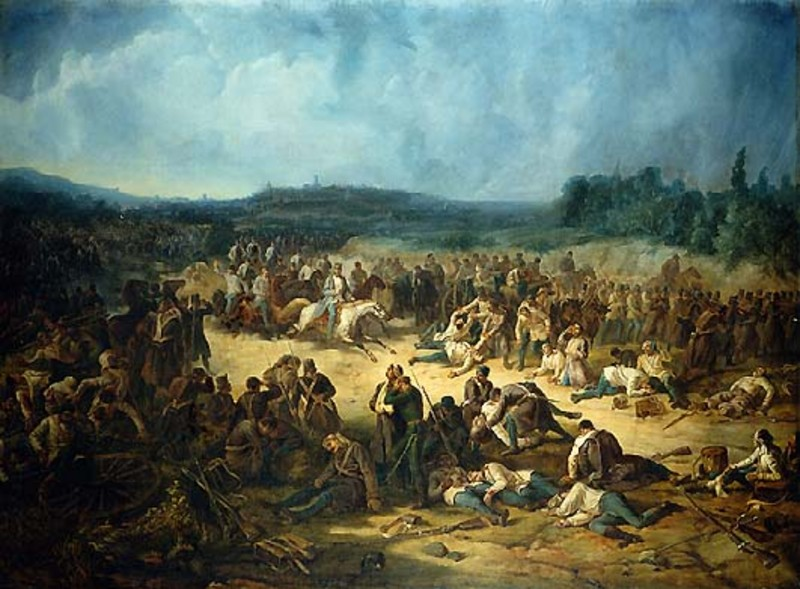
Solferino, 1859 – Tájkép csata után.

Megkezdődött az Ausztria elleni háború előkészítése. 1859. január 1-jén a diplomáciai testület előtt tartott újévi beszédében III. Napóleon császár sértő szavakkal illette az osztrák nagykövetet. A következő hónapban Cavour kormányintézkedése provokálta az Osztrák Császárságot. Hazahívták Mazzinit és Garibaldit, utóbbit egy hegyivadász hadtest (Cacciatori delle Alpi) szervezésével bízták meg, amelynek soraiba a Lombard–Velencei Királyságból átszökött osztrák alattvalókat is toborozhatott, nyilvánosan.
1859. január 30-án Viktor Emánuel legidősebb leánya, Mária Klotild hercegnő Torinóban feleségül ment Napoléon Joseph Charles Paul Bonaparte herceghez (1822–1891), III. Napóleon császár unokaöccséhez, akit a krími háborúban tanúsított gyávaságáért csak „Plon-Plon generálisnak” csúfoltak. Az uralkodók szövetségét tehát dinasztikus házassággal is megerősítették.
Az osztrák kormány, értesülve az ellene irányuló Plombières-i megállapodásról, 1859. április 26-án hadat üzent Viktor Emánuelnek. Ez beleillett Cavour azon tervébe, hogy Ausztriát támadó lépésre késztesse. Az osztrákok preventív csapást terveztek. Április 29-én Gyulai Ferenc táborszernagy parancsnoksága alatt az osztrák Déli Hadsereg átlépte a Tessin folyót, és bevonult Piemontba, és május elejére már 50 km-re megközelítette Torinót. Gyulai egyenként akarta megverni a két haderőt, még az egyesülés előtt, de Ferenc József császár egyetlen döntő csatát kívánt. Utasítására Gyulai visszavonult a Mincio folyóhoz, elmulasztva a kedvező alkalmat. Május 14-én III. Napóleon hadaival megérkezett az alessandriai táborba, és átvette az egyesült haderők közös főparancsnokságát.
Gyulai Lombardiába vonult vissza. Június 4-én az utánuk nyomuló franciák a magentai csatában súlyos vereséget mértek rájuk. Június 7-én a franciák bevonultak Milánóba, 8-án szárd hegyivadászok elfoglalták Bergamót, 13-án Bresciát. Június 9-én a milánói községtanács megszavazta Lombardia csatlakozását II. Viktor Emánuel királyságához.
Az osztrákok az olasz Várnégyszögbe (Quadrilatero) vonultak vissza. Június 12-én I. Ferenc József Veronába érkezve leváltotta Gyulait, és a maga vette át a főparancsnokságot. Június 24-én Solferinónál a francia erők az osztrákokra súlyos vereséget mértek. A véres ütközet után III. Napóleon, aki már elérte saját céljait, tárgyalásba kezdett Ferenc Józseffel. Július 12-én – a piemontiak megkérdezése nélkül – a két császár aláírta a villafrancai fegyverszünetet, amelyben Ausztria csak Lombardiáról mondott le (Franciaország javára), de Velencét (Veneto tartományt) megtarthatta. A novemberben megkötött zürichi békeszerződés, amit már Viktor Emánuel is aláírt, ezt a megegyezést erősítette meg.
A torinói békeszerződésben (1860. március 21.) a Szárd–Piemonti Királyság átadta Savoyát és Nizzát, de cserébe – az olasz egység híveinek nagy csalódására – csak Lombardiát kaphatta meg Franciaországtól. A vártnál kisebb területi nyereséget hozó békeszerződés miatt király és miniszterelnök egymást hibáztatták. Cavour lemondott. A torinói békeszerződésben Viktor Emánuel hivatalosan lemondott Savoya hercegének címéről, a Savoyai-ház tagjai ezt követően már nem használhatták ezt a rangot.

### Az egyesült Olaszország első királya

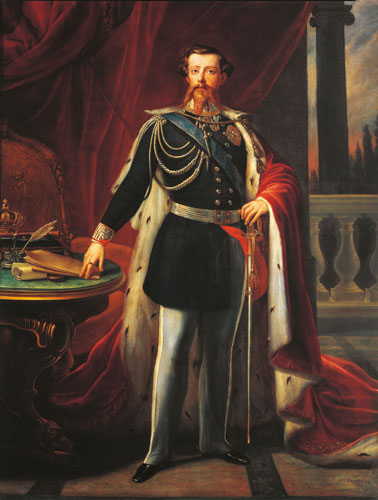
II. Viktor Emánuel olasz királyi díszben

Az itáliai tartományok egyesítésének folyamata azonban nem tört meg. 1860 januárjában a király ismét Cavourt nevezte ki miniszterelnöknek. 1860-ban a piemonti kormány által szított tömegmozgalmak megdöntötték Romagna, Párma, Modena, Toszkána kormányzatait és legitim uralkodóit, ezek csatlakoztak Viktor Emánuel királyságához. A király csapatai ezután elfoglalták Umbriát és Marchét. Castelfidardónál vereséget mértek a Pápai állam hadseregére. IX. Piusz pápa a Vatikánba kényszerült visszavonulni, és emiatt II. Viktor Emánuel királyt kiközösítette a római katolikus egyházból.

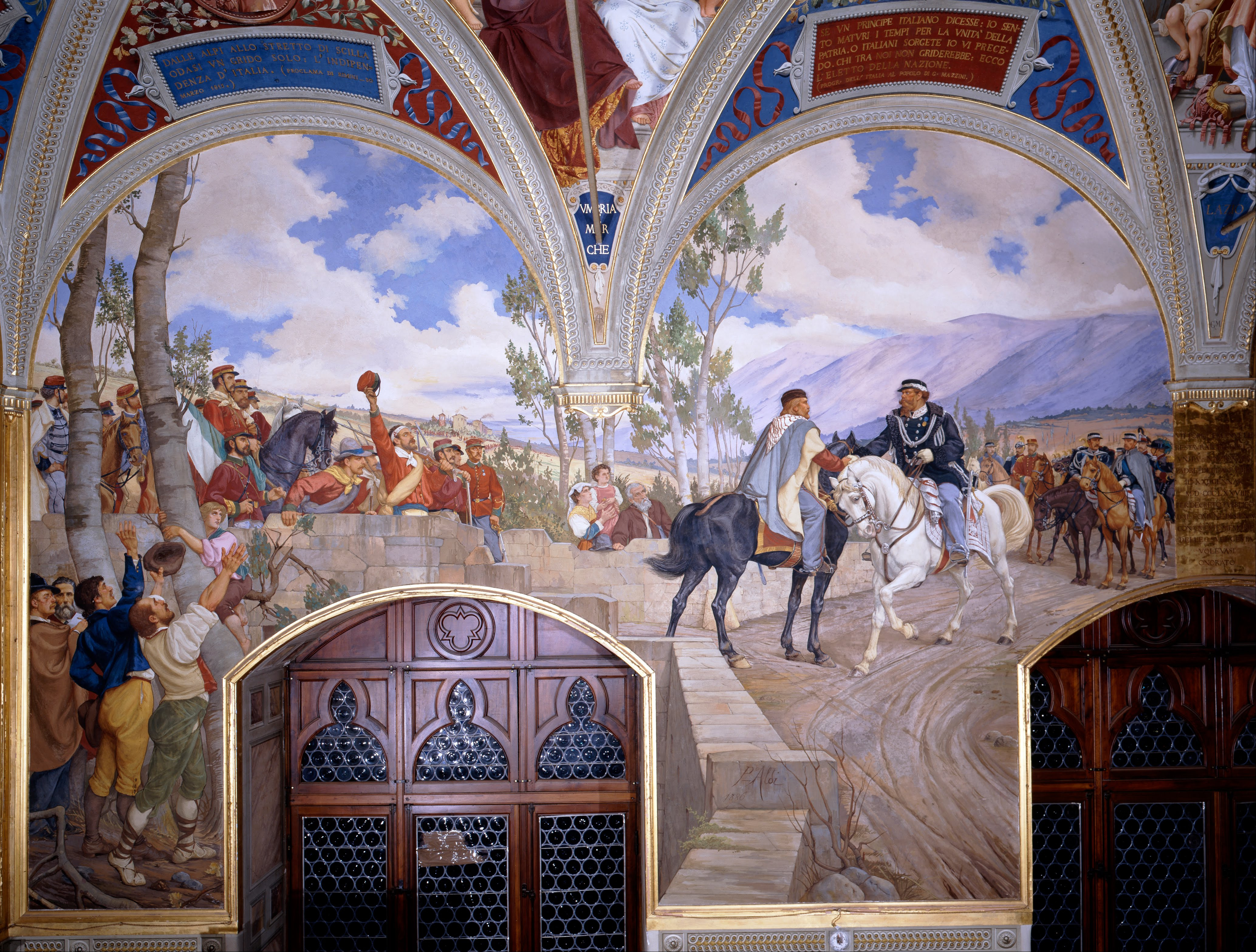
Viktor Emánuel találkozása és kézfogása Garibaldival Teanónál 1860. október 26-án

Az 1861-ben összeült országgyűlés 1861. február 18-án kikiáltotta az Itáliai Királyságot (Regno d’Italia, magyarul: Olasz Királyság), és március 17-én II. Viktor Emánuelt Itália királyának (Ré d’Italia, magyarul  Olaszország királyának) koronázták. Viktor Emánuel még 1859-ben Torinót tette meg Itália fővárosává, 1864-ben székhelyét áthelyezte Firenzébe. A következő években az alkotmányos rendet tiszteletben tartva uralkodott Itáliában, közben támogatta Garibaldi katonai expedícióját is, amellyel 1861 szeptemberében megdöntötte a Nápoly-Szicíliai Királyságot. Novemberben ez az állam is Viktor Emánuel hatalma alá került. Ugyanakkor a király megtiltotta Garibaldinak, hogy megtámadja a Pápai államot, amely szövetségesének, a francia császárnak védelme alatt állt.

### További országgyarapítás

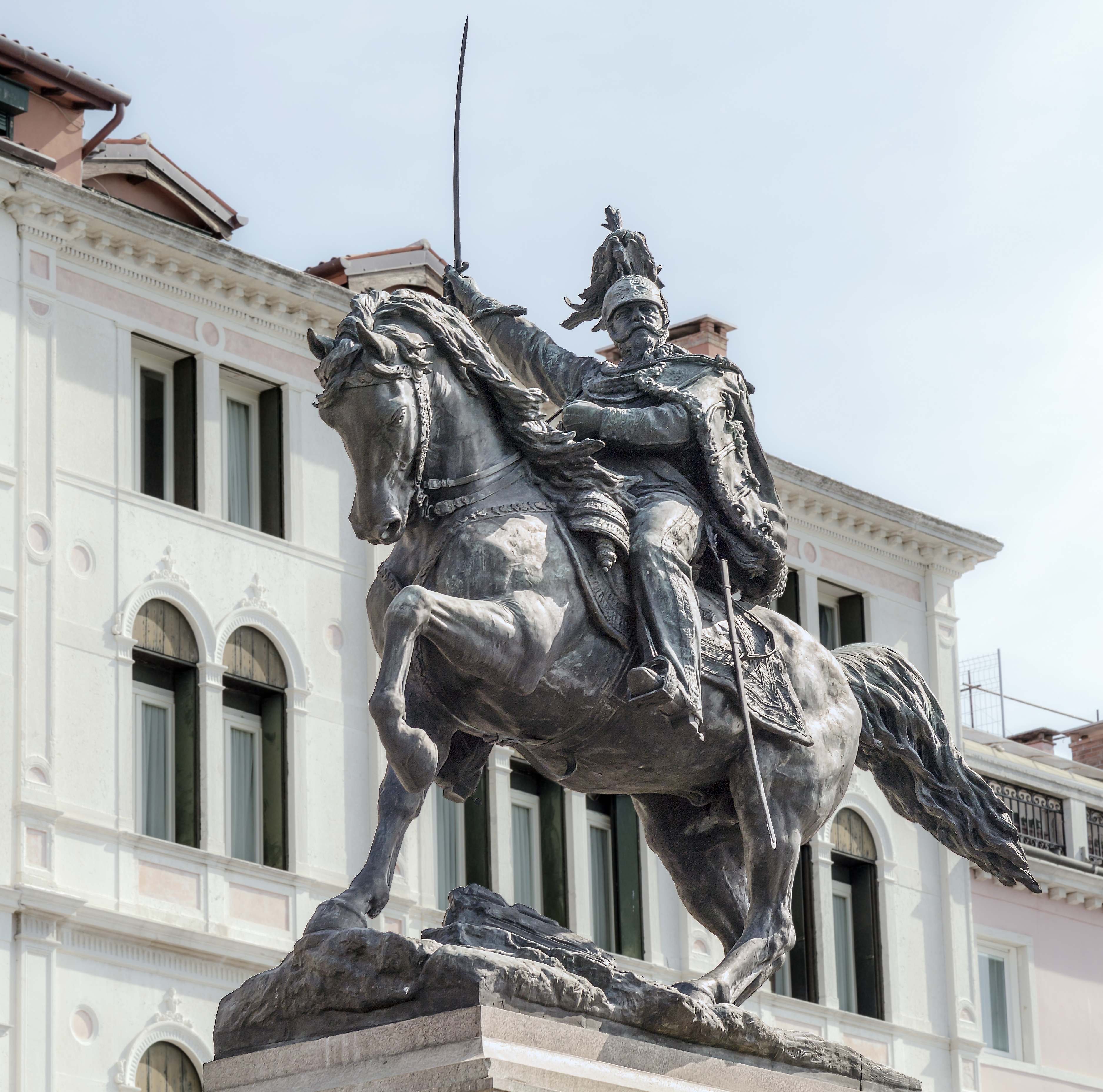
Viktor Emánuel emlékműve Velencében

Viktor Emánuel ügyesen kihasználta a kínálkozó politikai alkalmakat. 1866-ban a porosz–osztrák háborúban Poroszországgal szövetkezett, hogy az osztrák fennhatóság alatt álló Velencét az egységesülő Olasz Királysághoz csatolja. Csapatai azonban június 24-én a második custozzai csatában megsemmisítő vereséget szenvedtek az Albert főherceg tábornagy által vezetett Déli Hadseregtől. Az északi fronton július 3-án a poroszoktól elszenvedett königgrätzi vereség nyomán azonban Ausztria kénytelen volt aláírni az 1866. augusztus 23-án megkötött prágai békeszerződést, amelyben Veneto tartományt, Velence városával együtt átengedte az Olasz Királyságnak.
Amikor 1870-ben kitört a porosz–francia háború, Franciaország hazarendelte a pápai államot biztosító csapatait. Szeptember 1-jén a sedani csatában III. Napóleon császár csapatai vereséget szenvedtek a poroszoktól. Viktor Emánuel azonnal megindította seregét a védtelenül hagyott pápai állam ellen, amely elvileg saját régi szövetségesének, Franciaországnak védnöksége alatt állt. Szeptember 20-án Viktor Emánuel csapatai elfoglalták Rómát, megszüntetve a pápaság világi hatalmát. 1871 májusában Rómát az Olasz Királyság fővárosává nyilvánították, a király a Quirinale-palotába (Palazzo del Quirinale) költözött.

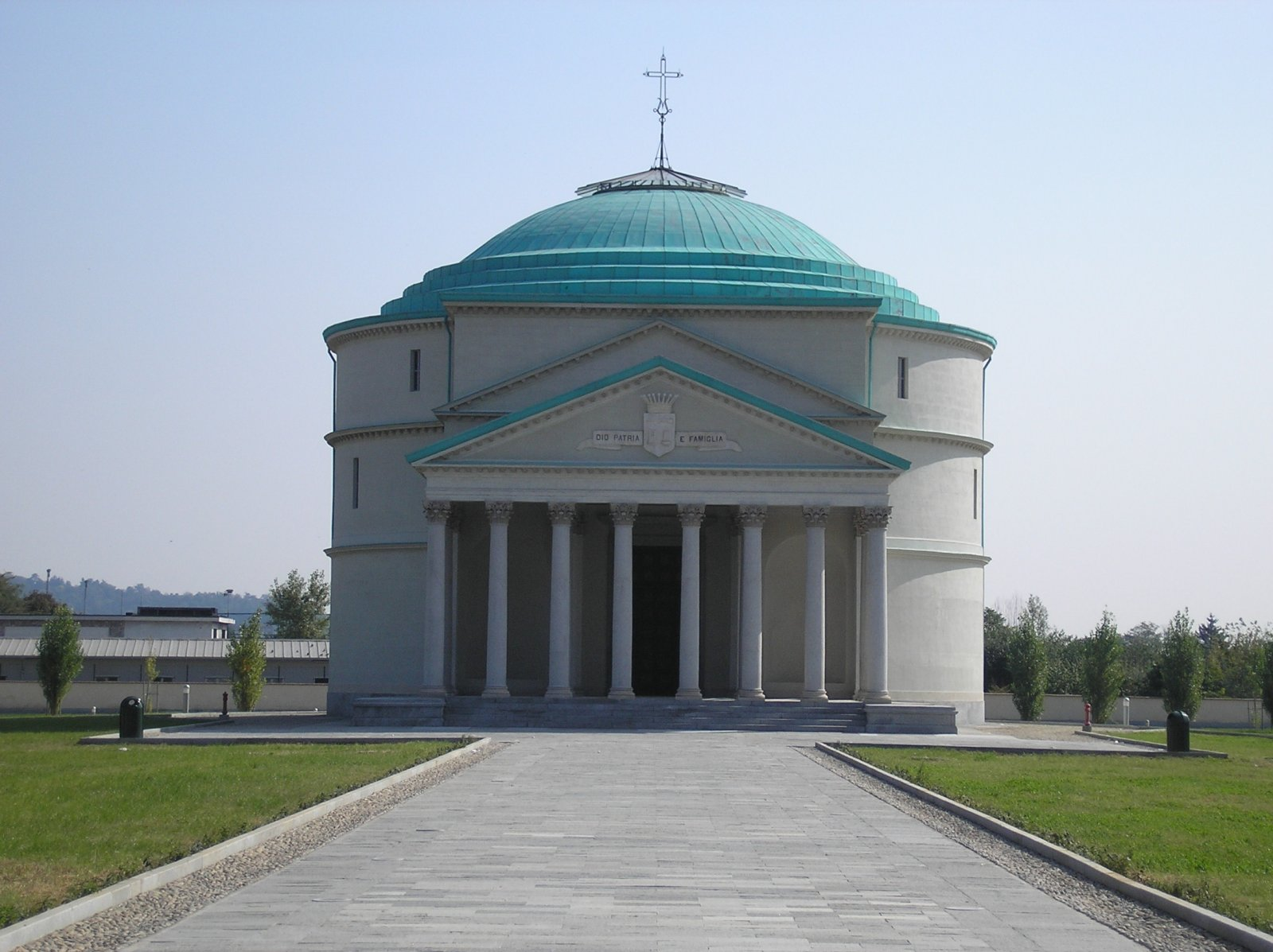
Bela Rosin mauzóleuma.

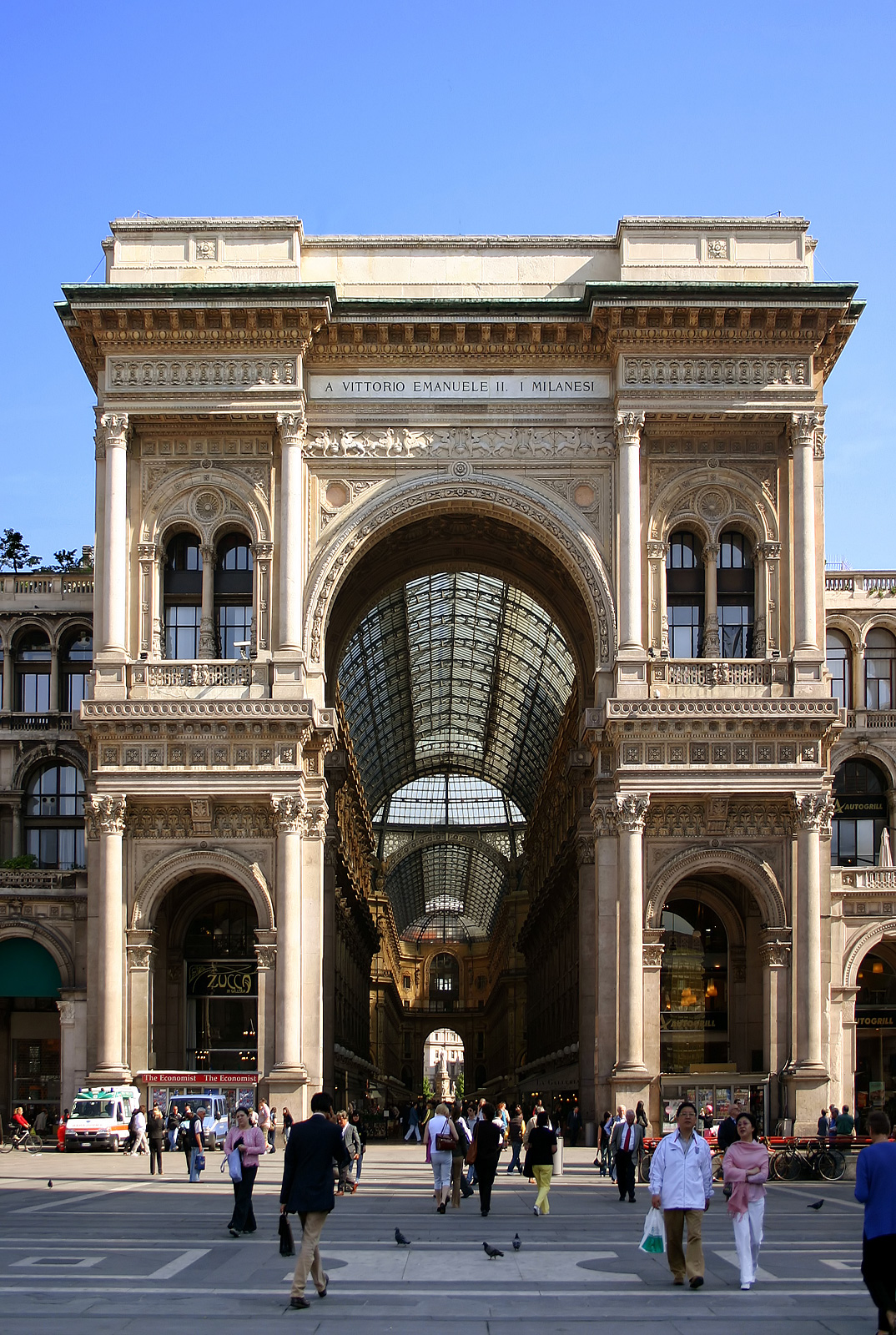
A Viktor Emánuel fedett passzázs a milánói Dóm-téren.

### Második házassága, viszonyai, gyermekei
Az 1855-ben megözvegyült király 1869-ben újra nősült. Rangon aluli (morganatikus) házasságot kötött legrégebbi szeretőjével, a piemonti Rosa Teresa Vercellana Guerrierivel (1833–1885), akit piemonti nyelvjárásban „Bela Rosin”-nak neveztek, és aki korábban – még Mária Adelheid királyné életében – már két, házasságon kívüli gyermeket szült neki. A közrendű származású hölgyet a király még 1858-ban Mirafiori és Fontanafredda grófnőjévé emelte. A házasságból két gyermek született:
- Vittoria Guerrieri (1848–1905), aki háromszor ment férjhez.
- Emmanuele Alberto Guerrieri (1851–1894), Mirafiori és Fontanafredda grófja.

Egyéb szeretőitől további törvénytelen gyermekei is születtek:
- A Stupinigiban élő  Laura Bon-tól:
  - Egy halva született fiú (*/† 1852),
  - Emanuela Maria Alberta Vittoria di Roverbella (1853–1890).
- A Torinóban élő Virginia Rhótól:
  - Vittorio di Rho (1861–1913), aki jónevű fényképész lett.
  - Maria Pia di Rho (1866–1947).
- Egy Mondovìban élő szeretőjétől, akinek neve nem maradt fenn:
  - Donato Etna (1858–1938), aki később katonaként számos kitüntetést szerzett.
- Vittoria Duplessis bárónőtől:
  - Egy leány, aki kisgyermekként hunyt el.

### Utolsó évei
II. Viktor Emánuel király uralkodásának utolsó éveit nem színezik látványos politikai akciók. Bár Olaszország első királya volt, úgy döntött, olasz királyként is megtartja a II. Viktor Emánuel nevet annak ellenére, hogy a hozzá csatlakozott tartományok lakói ezt olyan üzenetként fogták fel, hogy uralma nem Itália népeinek új, szabad egyesülését képviseli, hanem azt, hogy a Szárd–Piemonti Királyság saját uralma alá hajtotta egész Itáliát. Ez az ellentét máig érződik Olaszország északi és déli vidékei között. Ezeket az éveket a király főleg diplomáciai tárgyalásokkal töltötte, számos kulturális fejlesztést kezdeményezett, igyekezett egységbe kovácsolni az új ország sokféle mentalitású népeit.
Viktor Emánuel király 1878. január 9-én hunyt el Rómában. Még eljutottak hozzá IX. Piusz pápa küldöttei, akik tudósították, hogy a pápa feloldotta az őt sújtó pápai átkot. Az Olasz Királyság első uralkodóját a római Pantheonban temették el. Trónját fia örökölte, I. Umbertó király néven.

## Kételyek a származása körül
Már Viktor Emánuel gyerekkorában felmerült, hogy ő valójában nem Károly Albert herceg és Mária Terézia főhercegnő gyermeke, hanem elcserélt gyermek, egy Gaetano Tiburzzi nevű hentes törvénytelen fia. Firenzében a dadája, Teresa Zanotti Racca véletlenül tüzet okozott a gyerekszobában, de a kisfiút az élete árán kimentette. A városban viszont elterjedt a hír, hogy a fiú mégis meghalt, mert súlyos égési sérüléseket szenvedett. Emiatt veszélybe kerülhetett volna a királyi család utódlása, s pénzért megszerezték Tiburzzi és szeretője gyerekét. Mindenesetre Viktor Emánuelről feljegyezték, hogy rendkívül erős testalkatú, merész, olykor szilaj férfiú volt, ezzel szemben sem apja, sem anyja nem rendelkezett ilyen tulajdonságokkal.

## Jegyzetek

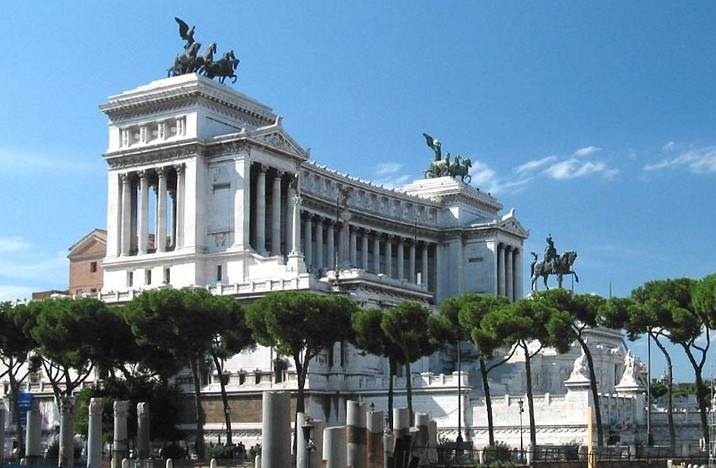
„A Haza Oltára”:
II. Viktor Emánuel emlékműve Rómában.

## Külső hivatkozások
- Életrajzi, családi adatok (The Peerage).
- A Savoyai-ház tagjainak családfája.
- II. Viktor Emánuel emlékműve Rómában, a Venezia téren (a „Haza Oltára”).
- Friederike Hausmann: Der Regisseur Italiens, Die Zeit, 47/2002.
- II. Viktor Emánuel részletes élettörténete (olaszul). Archiválva 2008. február 11-i dátummal a Wayback Machine-ben
- A Savoyai-ház tagjai (olaszul). Archiválva 2007. február 5-i dátummal a Wayback Machine-ben
- Szardínia története (olaszul.

| Előző uralkodó: Károly Albert herceg | Savoya uralkodó hercege 1849 – 1860 Savoyai-ház | Következő uralkodó: (Savoya Franciaország része) |

| Előző uralkodó: Károly Albert | Szárd–piemonti király 1849 – 1861 Savoyai-ház | Következő uralkodó: (Szardínia és Piemont az Olasz Királyság része) |

| Előző uralkodó: – | Olasz király 1861 – 1878 | Következő uralkodó: I. Umbertó |